# 파이프 매니아
파이프 매니아(영어: Pipe Mania)는 1989년 어셈블리 라인이 개발한 아미가용 퍼즐 게임이다. 이 게임은 "파이프 드림"(Pipe Dream)이란 이름으로 미국에 발매했던 루커스아츠에 의해 여러 개의 플랫폼으로 이식되었다. 이 게임에서는 플레이어는 제한된 시간안에 무작위로 배치돼 있는 파이프 조각을 맞게 연결시켜 물이 올바르게 흘러가도록 해야 한다.
윈도우 버전 게임은 마이크로소프트 윈도우 엔터테인먼트 팩에 포함돼있다. 1990년 일본 제작사 비디오 시스템이 아케이드 게임으로 발매했다.